# Ilyushin DB-3
Ilyushin DB-3 là một máy bay ném bom của Liên Xô. Nó và người anh em là Ilyushin Il-4 được không quân Liên Xô sử dụng khá rộng rãi trong Chiến tranh thế giới thứ hai.

## Thiết kế và phát triển
Ilyushin DB-3 (DB nghĩa là: Дальний бомбардировщик - Dalniy Bombardirovschik - "máy bay ném bom tầm xa") là một máy bay một tầng cánh có hai động cơ. Nguyên mẫu máy bay ném bom tầm xa TsKB-26 thực hiện chuyến bay đầu tiên vào năm 1935, nó trang bị động cơ 597 kW Gnome-Rhone K14. Một chuyến bay trình diễn do phi công thử nghiệm Vladimir Kokkinaki thực hiện vào ngày Quốc tế lao động 1-5-1936, nguyên mẫu này đã đạt hai kỷ lục thế giới về bay cao trong tháng 7-1936. Nguyên mẫu thứ hai mang tên TsKB-30 có chỗ ngồi rộng hơn cho phi công, nó được trang bị động cơ M-85 và phần thân sau bằng kim loại. DB-3 là mẫu máy bay tiền thân của loại Ilyushin Il-4 (tên ban đầu là DB-3f). Đã có 1.528 chiếc được chế tạo. Tên gọi TsKB-30 và DB-3 được sử dụng trong khoảng thời gian 1936-1938. Sau đó máy bay mang tên DB-3b.
Một máy bay cải tiến TsKB-30 "Moskva" đã bay từ Moskva đến Spassk-Dalny (7.580 km) trong 24 giờ 36 phút (vận tốc trung bình là 307 km/h) trên độ cao 7.000 m do phi công Vladimir K. Kokkinaki và A. M. Berdyanskij điều khiển, sau đó lại thực hiện chuyến bay từ Moscow đến Miscou Island (New Brunswick, Canada) trong 22 giờ 56 phút, bay trên quãng đường 8.000 km với vận tốc trung bình là 348 km/h (Kokkinaki và Mikhail Gordienko).
Sau đó kiểu máy bay này được sản xuất cho không quân Xô viết chỉ trong 2 năm. Tên gọi quân sự là DB-3, nó hoạt động rộng rãi trong các đơn vị ADD (Hàng không tầm xa) và V-MF (Hàng không Hải quân), và tiếp tục ở lại hoạt động trong chiến tranh với Đức, những chiếc DB-3 đã thực hiện một số phi vụ tấn công đầu tiên vào Berlin. DB-3 cũng hoạt động trong không quân Phần Lan từ năm 1940 đến 1945, 5 chiếc chiếm được và cộng thêm 6 chiếc mua được từ chiến lợi phẩm của Đức. Công việc sản xuất kết thúc vào năm 1940.
Có 4 kiểu động cơ đã được lắp đặt trên các phiên bản khác nhau của máy bay ném bom DB-3: M-85, M-86, M-87 và M-87A.

## Lịch sử hoạt động
Đêm ngày 8 tháng 8-1941, 15 chiếc máy bay phóng ngư lôi DB-3T của Hạm đội Baltic đã thực hiện cuộc ném bom đầu tiên của Liên Xô vào Berlin. Từ 11 tháng 8, những chiếc DB-3f của Không quân Xô viết tiếp tục ném bom vào Berlin.
Năm 1939, 30 chiếc DB-3 được cung cấp cho Không quân Trung Hoa Dân quốc và chúng sau đó đã tham gia vào các nhiệm vụ tấn công các mục tiêu tại vùng Vũ Hán từ căn cứ tại Tứ Xuyên (phần lớn trong Liên đoàn không quân 8), trước khi bị thay thế bởi những chiếc B-24 Liberator năm 1943.
Phần Lan đã chiếm được 5 chiếc DB-3M trong Chiến tranh Mùa Đông và trong năm 1941, họ đã mua 6 chiếc DB-3M và 4 chiếc DB-3f/Il-4 từ kho chiến lợi phẩm của Đức.

## Các phiên bản
TsKB-26
Nguyên mẫu đầu tiên.
TsKB-30
Nguyên mẫu thứ hai
DB-3T
Máy bay ném bom phóng ngư lôi chế tạo năm 1938, trang bị ngư lôi 45-36-AN hoặc 45-36-AV.
DB-3TP
Thủy phi cơ ném bom phóng ngư lôi chế tạo năm 1938. Không sản xuất.
DB-3M
Trang bị động cơ nâng cấp M-87B hoặc M-88.
DB-3f
Thay thế DB-3 vào năm 1940-1944, xem Il-4.
TsKB-56 / DB-4
Phiên bản cỡ lớn từ năm 1940 với hình dạng thay đổi (cánh cao, hai cánh đuôi) và trang bị hai động cơ AM-37. Dự án hủy bỏ, Er-2 đã được lựa chọn.
Il-6

## Các mẫu còn tồn tại
Chỉ có duy nhất một chiếc DB-3 còn tồn tại cho đến ngày nay, hiện nó đang được trưng bày tại Bảo tàn Không quân Trung ương tại Monino, Nga.
Chiếc máy bay này được tìm thấy trong rừng taiga, cách 120 km từ Komsomolsk-on-Amur. Nó được khôi phục vào tháng 9-1988 và được mang đến nhà máy của hãng Irkutsk Aircraft Industrial Association (IAIA) bằng máy bay vận tải Ilyushin Il-76. Sau một năm phục hồi, máy bay đã được chuyển đến bảo tàng tại Monino bằng Antonov An-22. Ngày 22 tháng 12-1989, người đại diện của IAIA, đứng đầu là V.P. Zelenkov, đã trao DB-3 cho bảo tàng.

## Các quốc gia sử dụng

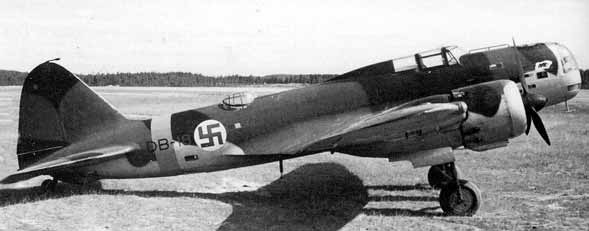
DB-3M với cờ Phần Lan

Trung Hoa Dân Quốc
- Không quân Cộng hòa Trung Hoa

 Phần Lan
- Không quân Phần Lan

Lentolaivue 46
Lentolaivue 48
 Germany
- Luftwaffe

 Liên Xô
- Không quân Xô viết
- Hàng không Hải quân Xô viết

## Thông số kỹ thuật (DB-3B, mẫu sản xuất cuối cùng)

### Đặc điểm riêng
- Phi đoàn: 3
- Chiều dài: 14.22 m (46 ft 8 in)
- Sải cánh: 21.44 m (70 ft 4 in)
- Chiều cao: 4.19 m (13 ft 9 in)
- Diện tích cánh: 65.6 m² (706 ft²)
- Trọng lượng rỗng: 5.030 kg (11.066 lb)
- Trọng lượng cất cánh: 7.745 kg (17.039 lb)
- Trọng lượng cất cánh tối đa: 9.450 kg (20.790 lb)
- Động cơ: 2× động cơ Nazarov M-87, 709 kW (950 hp) mỗi chiếc

### Hiệu suất bay
- Vận tốc cực đại: 439 km/h (238 knots, 274 mph)
- Tầm bay: 3.800 km (2.052 nm, 2.375 mi)
- Trần bay: 9.600 m (31.488 ft)
- Vận tốc lên cao: 416 m/min (1.364 ft/min)
- Lực nâng của cánh: 118 kg/m² (24 lb/ft²)
- Lực đẩy/trọng lượng: 0.18 kW/kg (0.11 hp/lb)

### Vũ khí
- 3 × súng máy 7.62 mm ShKAS
- 1 × pháo 20 mm ShVAK
- 2.500 kg (5.500 lb) bom

## Nội dung liên quan

### Máy bay có cùng sự phát triển
- Ilyushin DB-4
- Ilyushin Il-4
- Ilyushin Il-6

### Trình tự thiết kế
DB-3 - DB-4 - Il-4 - Il-2 - Il-10